# Rosemary Fowler
Rosemary Fowler, cuyo nombre de soltera es Rosemary Brown (Suffolk, 1926) es una física británica que en 1948, cuando tenía 22 años y era investigadora doctoral, descubrió el kaón (o partícula mesón K). Mientras estudiaba placas fotográficas que habían quedado expuestas a rayos cósmicos, identificó una nueva configuración de huellas en la emulsión fotográfica que reconoció como la desintegración de una partícula cargada desconocida. Su descubrimiento contribuyó a la introducción en la física de partículas de la propiedad de extrañeza y a que los físicos comprendieran que la paridad no se conserva en interacciones débiles, características que ahora forman parte integrante del modelo estándar de la física de partículas. Su descubrimiento de la partícula kaón ayudó a predecir partículas como el bosón de Higgs.

## Trayectoria
Nacida en Suffolk en 1926, Brown creció en Malta, Portsmouth y finalmente en Bath, ya que su familia se trasladó para seguir los destinos de su padre, un ingeniero de la Marina Real. En la escuela de Bath, en tiempos de guerra, destacó en matemáticas y ciencias, y fue la única chica de su año en ir a la universidad. En 1947, se convirtió en una de las primeras mujeres en obtener honores de primera clase en física en la Universidad de Bristol.
Tras licenciarse en Bristol, Brown se convirtió en investigadora doctoral en el grupo de Cecil Powell, físico británico pionero en el uso de placas recubiertas de emulsión nuclear para investigar la entrada de rayos cósmicos en la atmósfera terrestre. Powell y su equipo habían logrado éxitos con estas técnicas y ya habían descubierto una partícula teórica: el mesón pi o pión.

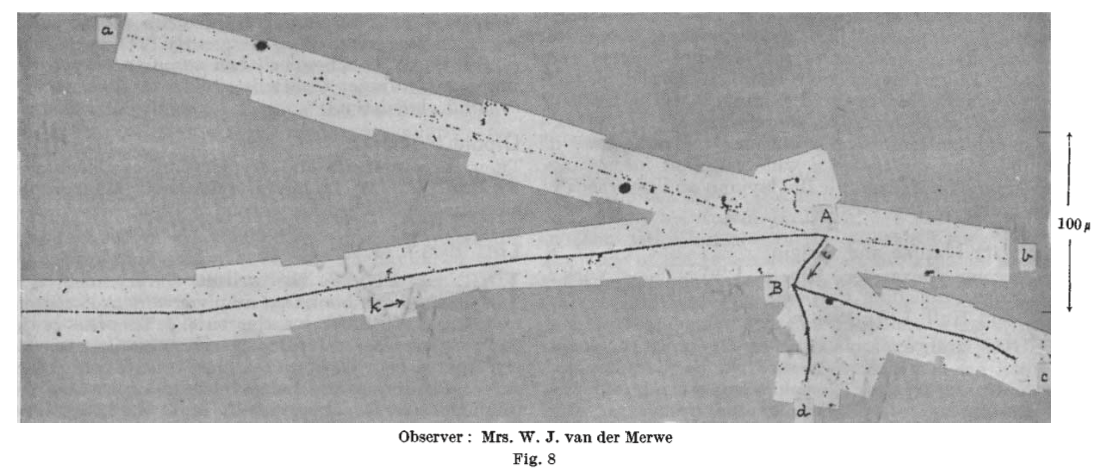
La placa «k track» muestra la desintegración en tres piones de un kaón cargado positivamente. El kaón (k) entra por la izquierda y decae en un mesón (a) y dos mesones (b y c). El mesón interactúa con un núcleo en la emulsión en B.

Junto con su compañero de doctorado y futuro marido, Peter Fowler, Brown estudió las huellas dejadas en emulsiones fotográficas expuestas a rayos cósmicos en el Observatorio Sphinx, un laboratorio situado a gran altitud en Jungfraujoch, Suiza. Cuando Minnie van der Merwe, una de las integrantes del equipo de «escáneres» (ayudantes no físicos), le pasó una placa con una configuración inusual de huellas, Brown la reconoció como candidata a la desintegración de un nuevo mesón, llamado en aquella época «mesón tau» (no confundir con la partícula elemental totalmente distinta que actualmente se denomina tau). El grupo publicó sus hallazgos en un artículo de 1949 en Nature  que incluía una fotografía de lo que se conoció como la placa de la «huella k». El «mesón tau» de Brown parecía similar al «mesón theta» que habían descubierto anteriormente G. D. Rochester y C. C. Butler de la Universidad de Manchester, salvo que se descomponía en tres piones en lugar de los dos del «mesón theta». Dado que las dos vías de desintegración tienen paridades diferentes, la física de la época sugería que, a pesar de su aparente similitud, las partículas no podían ser las mismas (el «rompecabezas Tau-Theta»). El enigma se resolvió posteriormente con la introducción en la teoría de un nuevo número cuántico de extrañeza y con el descubrimiento experimental en 1957 de que la paridad no se conservaba en la interacción débil (la interacción fundamental que rige la desintegración del kaón).
Powell recibió el Premio Nobel de Física en 1950 «por su desarrollo del método fotográfico para estudiar los procesos nucleares y sus descubrimientos sobre los mesones realizados con este método».
Rosemary Brown y Peter Fowler se casaron en 1949. Nunca llegó a terminar el doctorado, pero siguió ayudando a su marido mientras criaba a sus tres hijas, una de las cuales, la geofísica Mary Fowler, llegó a ser rectora del Darwin College en Cambridge.
En 2004, Rosemary Fowler apoyó a la Real Sociedad Astronómica para establecer el premio Fowler a los primeros logros en astronomía, en memoria de su esposo Peter y su suegro Ralph H. Fowler.

## Reconocimientos
En julio de 2024, con 98 años, recibió de la Universidad de Bristol el doctorado honoris causa en Ciencias. La universidad declaró que el descubrimiento de partículas por parte de Brown y su contribución a nuestra comprensión de las interacciones fundamentales en física se había atribuido a menudo a Powell y a su marido Peter Fowler, pero este título honorífico reconocía el papel vital que ella había desempeñado en la ciencia. Al presentar el premio, Sir Paul Nurse, rector de la Universidad de Bristol, dijo que su trabajo en el descubrimiento de partículas en la década de 1940, como física en Bristol, allanó el camino para descubrimientos críticos que continúan dando forma al trabajo de los físicos actuales y a nuestra comprensión del universo.

## Publicaciones
- 1949 - Observations with Electron-Sensitive Plates Exposed to Cosmic Radiation. En Nature. 163 (4132): 47–51. ISSN 1476-4687. En coautoría con U. Camerini, P. H. Fowler, H. Muirhead, C. F. Powell y D. M. Ritson.
- 1949 - Observations with Electron-Sensitive Plates Exposed to Cosmic Radiation*: PART 2. FURTHER EVIDENCE FOR THE EXISTENCE OF UNSTABLE CHARGED PARTICLES, OF MASS ∼ 1,000 me, AND OBSERVATIONS ON THEIR MODE OF DECAY. En Nature. 163 (4133): 82–87. ISSN 1476-4687. En coautoría con U. Camerini, P. H. Fowler, H. Muirhead, C. F. Powell y D. M. Ritson.
- 1949 - LXXIX. Nuclear transmutations produced by cosmic-ray particles of great energy .-Part I. Observations with photographic plates exposed at an altitude of 11,000 feet. En The London, Edinburgh, and Dublin Philosophical Magazine and Journal of Science. 40 (307): 862–881. ISSN 1941-5982. En coautoría con U. Camerini, P. H. Fowler, H. Heitler, D. T. King, C. F. Powell.